# Rudolf Carsten

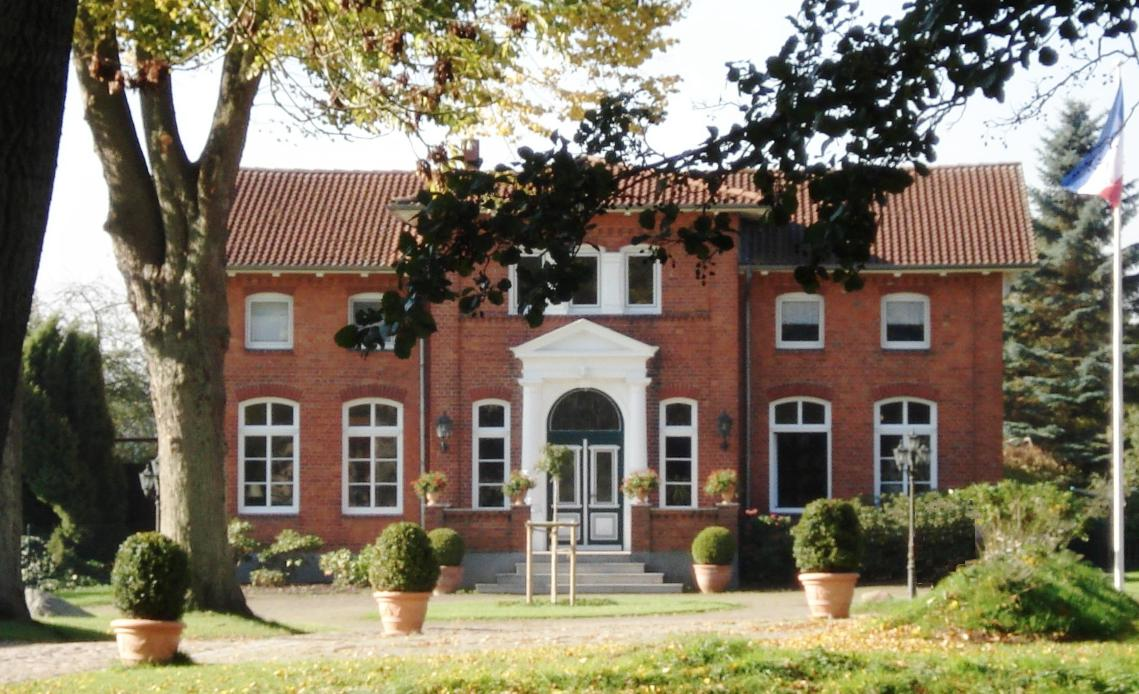
Das Wohnhaus auf Rudolf Carstens ehemaligem Hof in Groß Parin

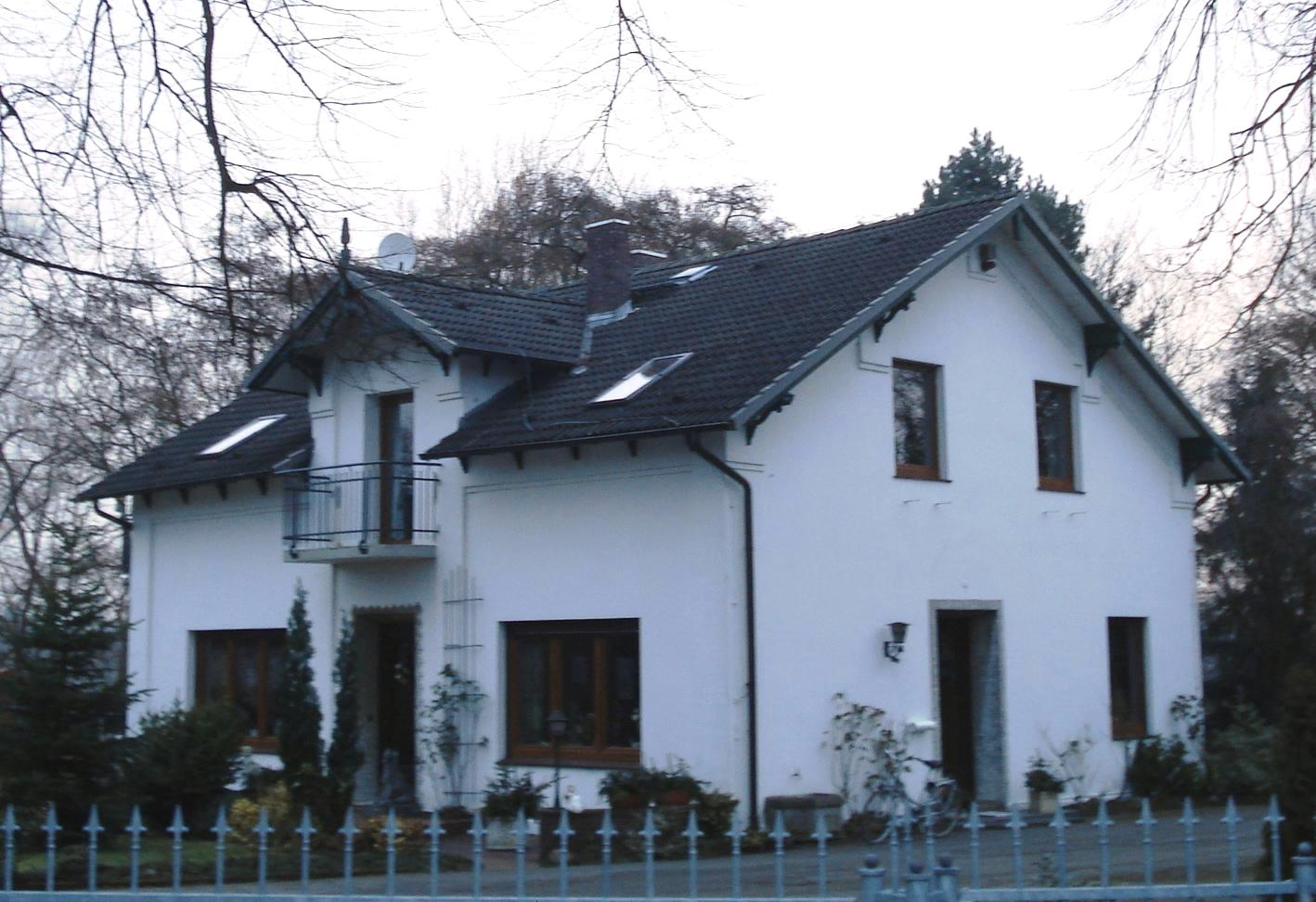
Das Geburtshaus von Rudolf Carsten in Lübeck-Vorwerk

Rudolf Carsten (* 29. April 1880 in Lübeck-Vorwerk; † 7. September 1954; vollständiger Name Rudolf Hinrich Christian Carsten) war ein deutscher Pflanzenzüchter bzw. Saatzüchter, der durch bahnbrechende Züchtungen neuer Weizensorten weltweit bekannt wurde. 

## Leben und Werk
Aufgewachsen als Sohn eines Bauern, beschäftigte sich Rudolf Carsten bereits als Kind mit der Auswahl und Vermehrung von Getreide mit besonders großen Ähren und kräftigem Stroh sowie von Platterbsen. Sein Wissen eignete er sich vorwiegend als Autodidakt an. 1900 begann er mit den ersten planmäßigen Kreuzungen, 1903 stellte er als Ergebnis den „Hafer I“ vor. 1905 pachtete er in Schwartau ein Stück Land und begann dort mit der Züchtung von Weizen, Roggen, Gerste und Hafer mit größeren Erträgen und besserer Winterfestigkeit. Ab 1907 konnte er aus den Weizensorten, die den vorangegangenen harten Winter überstanden hatten, die Weizensorten „III“ und „IV“ züchten. 1910 stellte er auf einer Landwirtschaftsmesse erstmals eine von ihm entwickelte Weizensorte vor. 1913 präsentierte er seinen „Dickkopfweizen III“, eine Sorte mit hohem Ertrag und guter Winterfestigkeit, der Umsatz betrug 65 Tonnen Saatgut. 1921 brachte er den „Dickkopfweizen V“ heraus, der eine sehr hohe Verbreitung erfuhr. 1924 erfolgte die Gründung der Carsten-Saatbau-Genossenschaft. Nach 1928 stieg die verkaufte Menge an Saatgut auf bis zu 45.000 Tonnen pro Jahr an, die von ihm gezüchteten Getreidesorten erreichten in Deutschland zeitweilig einen Marktanteil von 90 %.
Ab 1929 lebte er in Groß Parin auf dem von ihm gekauften Pariner Hof.

## Unternehmen
Das aus der Carsten-Saatbau-Genossenschaft hervorgegangene Unternehmen Dr. h.c. Rudolf Carsten Saatzucht mit dem Werksgelände in Bad Schwartau war bis 2007 in der Nutzpflanzenzucht tätig. Zahlreiche landwirtschaftliche Betriebe um Bad Schwartau waren für die Dr. h.c. Rudolf Carsten Saatzucht mit der Vermehrung des Saatgutes befasst.

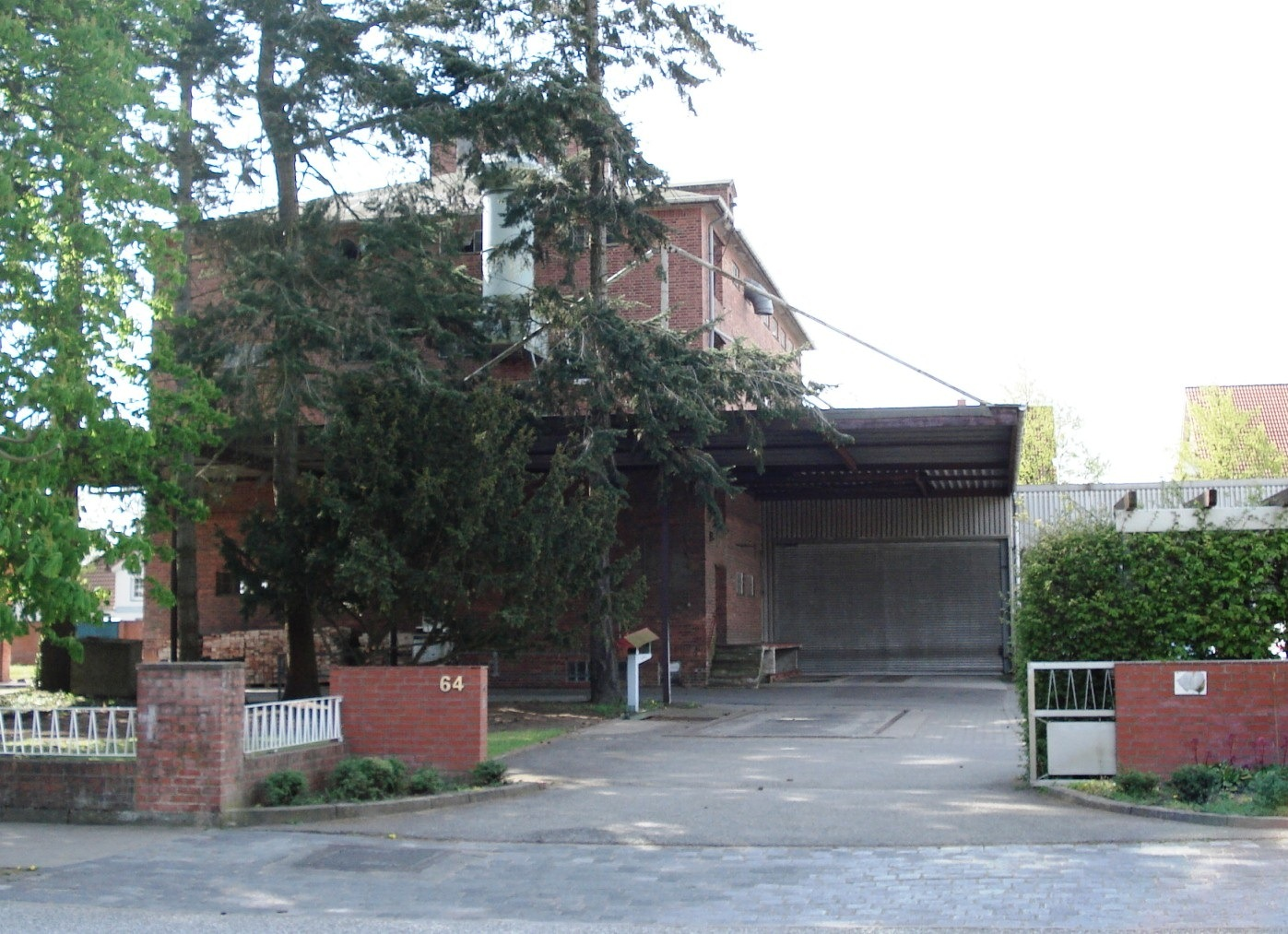
Ehemaliges Werksgelände (von Osten)
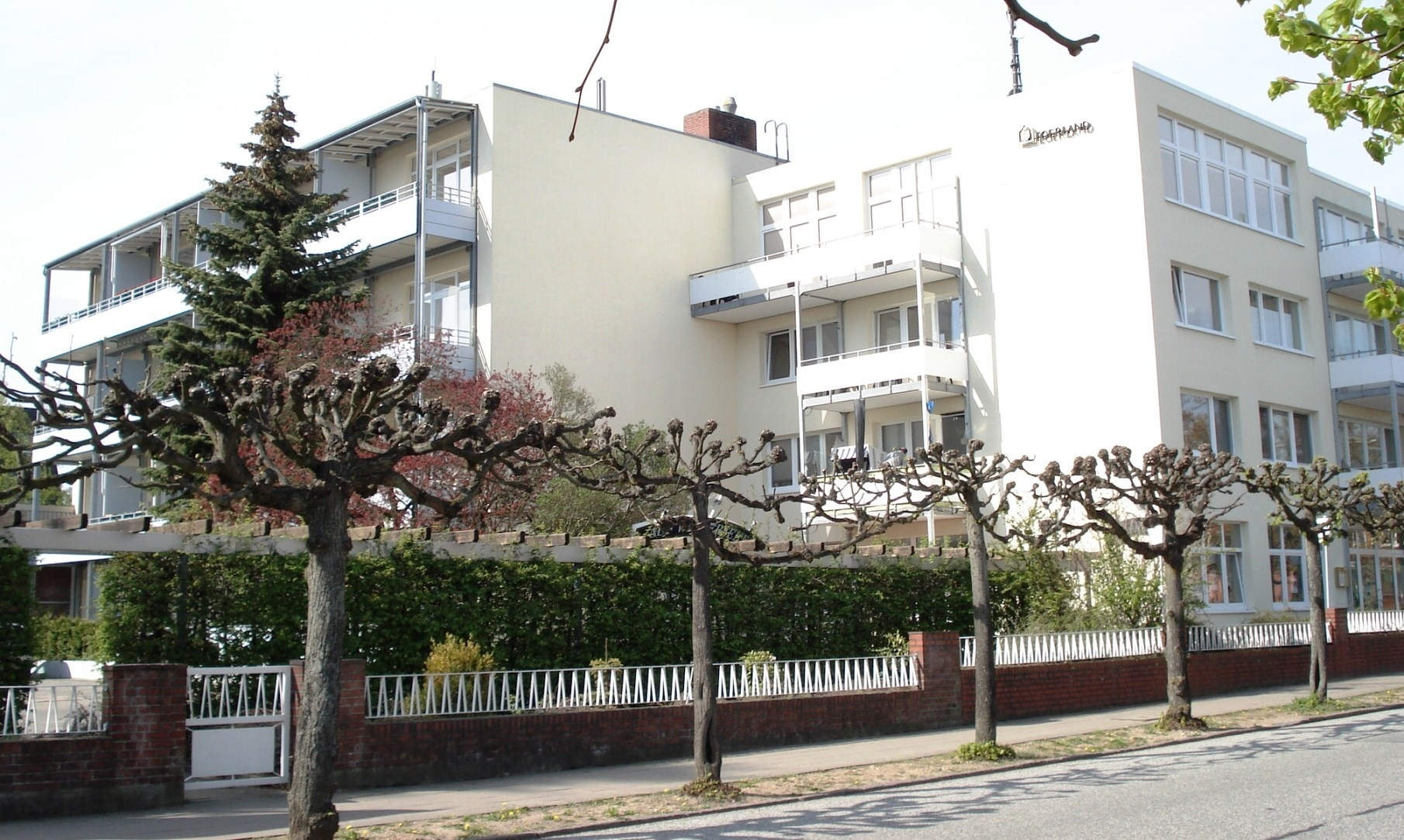
Ehemaliges Werksgelände (von Südosten)
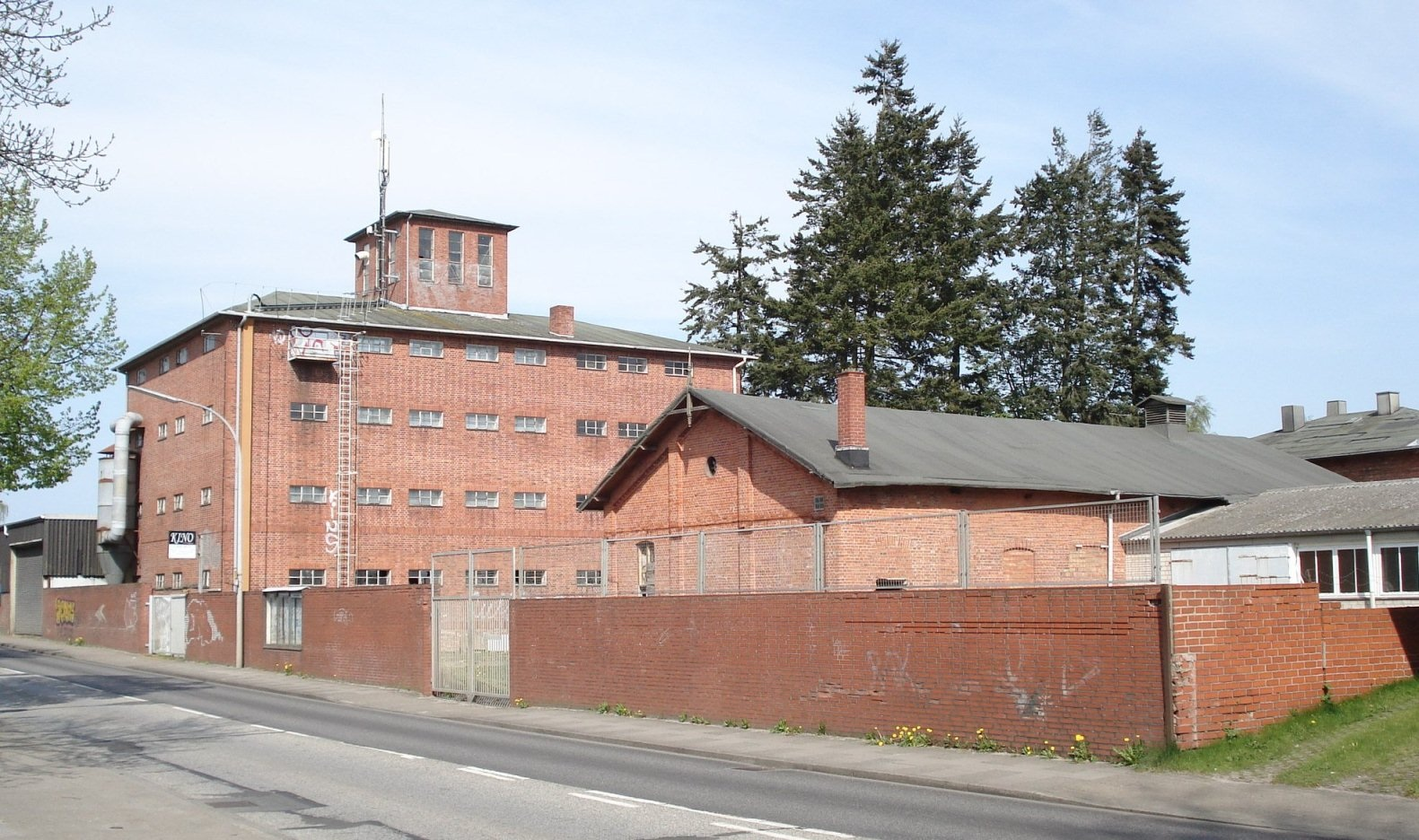
Ehemaliges Verwaltungsgebäude (von Südwesten)

## Ehrungen

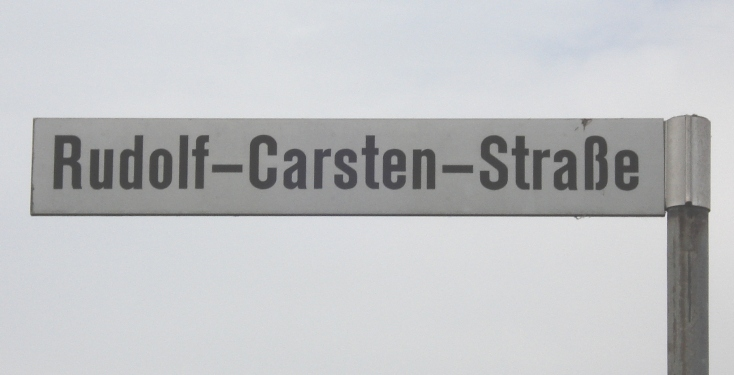
Straßenschild der Rudolf-Carsten-Straße in Bad Schwartau

- Am 2. Mai 1950 wurde ihm anlässlich seines 70. Geburtstags von der Agrarwissenschaftlichen Fakultät der Universität Kiel die Ehrendoktorwürde verliehen.
- 1953: Großes Verdienstkreuz mit Stern der Bundesrepublik Deutschland
- Nach ihm ist die Rudolf-Carsten-Straße in Bad Schwartau benannt.